# ディーン樋口
ディーン樋口（Dean Kiyoshi Higuchi、1940年12月30日 - 2021年2月20日）は、アメリカ合衆国のプロレスラー。ハワイ州ホノルル出身の日系アメリカ人。日本名：樋口 清（ひぐち きよし）。第8代WWWF世界タッグ王者。

ディーン・ホー（Dean Ho）のリングネームで知られ、日系選手では珍しくベビーフェイスのポジションで活躍した（オリエンタル・ギミックは用いず、レイやウクレレを小道具に使用するなどハワイアンとしての出自をアピールしていた）。

## 来歴
1950年代はボディビルで活躍し、1956年にはボディビル・コンテストの "ミスター・ハワイアン・アイランズ" に優勝、フィラデルフィアで行われた "ミスター・アメリカ" では6位に入選している。
1957年にハワイのカラカウア・アベニューでジムを開設し、トレーニングに来たプロレスラーたちとの邂逅を通してプロレス入りを決意、1962年4月、太平洋岸北西部のNWAオレゴン地区にてデビュー。本名のディーン樋口（ディーン・ヒグチ）名義で正統派のパワーファイターとして活動し、1966年10月には豊登がアントニオ猪木を擁して立ち上げた東京プロレスの旗揚げシリーズに日本陣営の助っ人として参加、初来日を果たした。
オレゴン地区では1967年9月にパシフィック・ノースウエスト・タッグ王座を獲得。同地区と提携していたカナダのバンクーバー地区では、1968年10月21日と12月16日にNWA世界ヘビー級王者のジン・キニスキーに連続挑戦した。1969年、世話になったダン・ホーという中国人にあやかりディーン・ホーと改名。1971年下期よりテキサスのダラス地区に参戦、1972年1月にフリッツ・フォン・エリックと組んでジョニー・バレンタイン&サンダーボルト・パターソンからアメリカン・タッグ王座を奪取している。
1973年、WWWFに登場。同年11月14日、トニー・ガレアをパートナーにプロフェッサー・タナカ&ミスター・フジの日系悪党コンビを破り、WWWF世界タッグ王座を獲得。翌1974年5月8日にジミーとジョニーのバリアント・ブラザーズに敗れるまで保持した。王座陥落後もWWWFには日系ベビーフェイスとして1975年まで在籍し、ニューヨークのマディソン・スクエア・ガーデンにてキラー・コワルスキーやボビー・ダンカンらヒール勢と対決。同年7月12日の定期戦ではガレアと組んでザ・ブラックジャックス（ブラックジャック・マリガン&ブラックジャック・ランザ）とも対戦した。
その後は南部のジョージア地区（ジム・バーネット主宰のジョージア・チャンピオンシップ・レスリング）を経て、西海岸のサンフランシスコ地区に進出。1977年7月16日にはアレックス・スミルノフを破り、同地区のフラッグシップ・タイトルであるUSヘビー級王座を獲得、以降もボブ・ループやドン・ムラコとタイトルを争った。なお、ハワイ出身のムラコはハイスクール時代、樋口が運営していたジムでトレーニングを積んでいたという。
1978年11月には国際プロレスの『日本リーグ争覇戦』に、WWWFでの宿敵プロフェッサー・タナカと共に日系レスラー代表として参加。12年ぶりの来日となった同リーグ戦では、予選リーグを勝ち進んで決勝トーナメントに進出、1回戦で当時フリーの石川隆士を下すも、準決勝でラッシャー木村に敗れた。
以降は古巣のバンクーバー地区に定着し、クロンダイク・マイクやムーンドッグ・モレッティとの異色タッグで活動。1983年の引退後は、居住地のバンクーバーにおいてデリカテッセンを経営しつつ、ソーシャル・ワーカーとして社会福祉事業に取り組んでいた。
2021年2月20日、慢性外傷性脳症の合併症により80歳で死去。1週間後、旧知の間柄である元WWEレフェリー、ケビン・ジェフリーズによって告知された。

## 得意技
- フルネルソン
- バックハンド・チョップ

## 獲得タイトル
パシフィック・ノースウエスト・レスリング
- NWAパシフィック・ノースウエスト・タッグ王座：1回（w / ジョニー・コスタス）[5]

NWAオールスター・レスリング
- NWAカナディアン・タッグ王座（バンクーバー版）：6回（w / アール・メイナード、スティーブ・ボラス、スティーブン・リトルベア×2、ジョージ・ウェルズ、クロンダイク・マイク）[15]
- NWAインターナショナル・タッグ王座（バンクーバー版）：2回（w / サニー・マイヤース、ムーンドッグ・モレッティ）[16]

NWAビッグタイム・レスリング
- NWAアメリカン・タッグ王座：1回（w / フリッツ・フォン・エリック）[8]

ジョージア・チャンピオンシップ・レスリング
- NWAジョージア・タッグ王座：1回（w / ケン・マンテル）[17]

NWAサンフランシスコ
- NWA USヘビー級王座（サンフランシスコ版）：2回[10]
- NWA世界タッグ王座（サンフランシスコ版）：2回（w / ムーンドッグ・メイン、ロン・スター）[18]

ワールド・ワイド・レスリング・フェデレーション
- WWWF世界タッグ王座：1回（w / トニー・ガレア）[3]